# 井上瑠夏
井上 瑠夏（いのうえ るか、2001年〈平成13年〉6月12日 - ）は、日本のアイドルであり、女性アイドルグループSKE48チームKIIのメンバーである。
熊本県菊池郡泗水町（現・菊池市）出身。ゼスト所属。「くまもと大好き大使」と「熊本いきなり団子大使」、「熊本ドーナツ棒大使」を務めている。

## 略歴
2014年AKB48チーム8熊本県オーディションに応募するも落選。
2015年5月10日、「第2回AKB48グループ ドラフト会議」の最終候補者となるも指名されず。
2016年11月19日、愛知県芸術劇場で行われた「みんなが主役! SKE48 59人のソロコンサート～未来のセンターは誰だ?～」1日目昼公演にて、SKE48の8期研究生としてお披露目される。
2017年10月5日、SKE48劇場での「SKE48 9周年特別公演」において、正規メンバーへの昇格とチームS所属が発表される。
2018年7月24日には「くまもと大好き大使」と「熊本いきなり団子大使」に就任する。
2019年5月27日、SKE48の25枚目シングルである「FRUSTRSTION」で初めてシングル表題曲の選抜メンバーに選ばれる。
2024年11月13日、自身初の写真集である「僕から先に言わせてくれ」を発売する。
2025年1月1日、SKE48劇場にて新チーム体制にともなうメンバー編成の発表が行われ、チームKIIへの配属が発表された。同年2月18日、「熊本ドーナツ棒大使」に任命された。また4月24日には「熊×熱」リポーターにも就任した。

## 人物
- 愛称は「るーちゃん」、「おるー」[11]。
- 家族は、両親と兄が1人いる。現在は母親と一緒に愛知県内在住。
- 愛犬は、メスのトイプードルの「ルル」で、井上のSNSにも登場しているほか、井上の写真集である「僕から先に言わせてくれ」にも登場している。
- 尊敬している人物に田中美久を挙げていた[12]。
- 好きな食べ物はいきなり団子、ドーナツ棒、タピオカ、お寿司、グミッツェル[11]となっており、それが転じて大使に就任することになった。

### SKE48
- キャッチフレーズは、「火の国熊本からやってきました！推しメンで困ったときは、のるか〜？そるか〜？推してみ〜？(るかー！)」を使用している[11]。

- メンバーカラーはピンク･ピンク[11]。
- 野村実代とのコンビは「みよまるーちゃん」と呼ばれている[13]。

## SKE48での参加楽曲

### シングル選抜楽曲
- 「意外にマンゴー」に収録
  - 夢の階段を上れ! - 「研究生」名義
- 「無意識の色」に収録
  - 反射的スルー - 「ラブ・クレッシェンド」名義
- 「いきなりパンチライン」に収録
  - Parting shot - 「Team S」名義
- 「Stand by you」に収録
  - 凍える前に - 「Team S」名義
  - 神様は見捨てない
- FRUSTRATION
- ソーユートコあるよね?
- 恋落ちフラグ
  - Change Your World - 「Black Pearl」名義
- あの頃の君を見つけた
  - 青空片想い（2021 ver.）（センター）
- 心にFlower
- 絶対インスピレーション
- 好きになっちゃった
  - 愛してるって言われたことがない - 「TeamS」名義
- 愛のホログラム
  - どうでもよくない - 「Team S」名義
- 告白心拍数
  - 言えなくてタコス - 「Team S」名義
- Tick tack zack
  - 遠くの恋人よりも - 「Team KII」名義

### アルバムCD選抜楽曲
- 『革命の丘』に収録
  - チャイムはLOVE SONG - 「研究生」名義（野村実代とのWセンター）

### 劇場公演ユニット曲
SKE48 研究生公演「PARTYが始まるよ」
- スカート、ひらり
- 星の温度

SKE48 研究生公演「青春ガールズ」公演
- 雨の動物園
- ふしだらな夏

チームS 6th Stage「重ねた足跡」
- コップの中の木漏れ日（町音葉のアンダー）
- 初めてのジェリービーンズ

チームS 7th Stage 「愛を君に、愛を僕に」
- 嵐からの隠れ場所

チームKII 9th Stage「シアターの女神」
- 初恋よ こんにちは

## 出演・作品

### イベント
- Rakuten GirlsAward 2024 SPRING / SUMMER（2024年5月3日、国立代々木競技場第一体育館）[14]

### 写真集
- 僕から先に言わせてくれ（2024年11月13日発売、撮影：藤本和典、扶桑社）